# ナギサノシタタリ
ナギサノシタタリ（渚の滴り）、学名 Microtralia acteocinoides は、有肺目オカミミガイ科に分類される巻貝の一種。西太平洋の海岸に分布し、潮間帯上部の狭い間隙に棲む微小貝である。和名は末尾に「貝」をつけたナギサノシタタリガイ（渚の滴り貝）、またはコメツブナギサノツユ（米粒渚の露）と呼ばれることもある。また学名は M. alba (Gassies, 1865) とする文献もある。
成体でも殻高3-5mm、殻径1-2mmほどの微小種であり、日本産オカミミガイ科貝類の中でも小型である。殻表は光沢のある半透明白色・薄質で、米粒に例えられるが、生きている時は褐色の内臓が透けて見える。殻の形態は殻頂が短く尖る卵型で、臍孔や縫帯はない。殻口は縦長に開き、内唇に1-2歯と軸唇に1歯の歯状突起がある。外唇は肥厚せず、歯もない。貝殻の形態は同じ亜科のハマシイノミガイ Melampus nuxeastaneus 等に似ているが、本種はずっと小型である。
西太平洋沿岸の熱帯・温帯域に分布し、日本では北海道南部以南に見られる。但し広い分布域内の本種が全て同一種かどうかは要検討とされており、現に形態が異なる八重山諸島産のものが未記載種コデマリナギサノシタタリ M. sp. として提唱された。タイプ産地は九州大学理学部付属天草臨海実験所に近接した熊本県苓北町富岡の曲崎海岸だが、ここでは近年姿を消してしまい、再発見もされていない。日本の海産オカミミガイ類では最も北まで分布している。なお日本産オカミミガイ科で最も北まで分布するのは陸生のエゾケシガイ Carychium sibiricum である。
海岸の潮間帯上部に棲息し、砂泥に深く埋まった転石や漂着物の下、海蝕洞内の転石下、ヨシ原等で見られる。また埋立地や運河等の人工海岸でも見られる。内湾・外洋どちらでも見られるが、内湾の個体は小型である。同所的にはウスコミミガイ Laemodonta exaratoides、マキスジコミミガイ L. monilifera、ヤマトクビキレ Truncatella pfeifferi、オオウスイロヘソカドガイ Paludinella tanegashimae、カハタレカワザンショウ Assiminidae gen. et sp.等の貝類が見られ、貝類以外ではヒメアカイソガニ Acmaeopleura parvula、ミナミアシハラガニ Pseudohelice quadrata 等も見られる。干潮時に湿度と暗さが保たれた区域に潜んでおり、常時海水に浸る区域や乾燥する区域にはいない。地表を這うことはなく、砂泥内の間隙で生活している。棲息地では褐色の細い糸くずのような糞も見られる。

## 保全状態評価
本種の棲息環境である海岸の潮間帯上部は、防波堤や道路の建設、埋立、浚渫等の改変を受けやすい。また本種は人間との関わりがないうえ、他の貝が少ない特殊な環境にいるため、狙って探さないと見つからない。
日本の環境省レッドリスト2007年版では「準絶滅危惧（NT）」として一旦掲載されたが、2012年版では分布の広さ・個体数の多さ・人工海岸への適応等を鑑みて「ランク外」となった。しかし各自治体では絶滅危惧種の指定が多い。
- 絶滅危惧I類（CR+EN） - 兵庫県（2003年）[11]、香川県（2004年）[12]
- 絶滅危惧II類（VU） - 千葉県（2011年）[4]、愛知県（2009年）[6]、福岡県（2011年）[9]
- 準絶滅危惧（NT） - 三重県（2005年）[13]、大分県（2011年）[14]、熊本県（2009年）[7]、長崎県（2011年）[15]
- 情報不足（DD) - 鹿児島県（2003年）[10]

## 同属種
コデマリナギサノシタタリ（小手毬渚の滴り） Microtralia sp.
ナギサノシタタリに比べて殻が太い。また殻の色は半透明白色が多いが、半透明赤紫色の個体もいる。ただしナギサノシタタリとの中間的な形態を示す個体もあり、分類学的な検討が必要とされている。宮古島・石垣島・西表島・与那国島で記録されている。環境省レッドリストでは2007年版で「絶滅危惧II類（VU）」だったが、2012年版では「準絶滅危惧（NT）」となった。また日本ベントス学会のレッドデータブック2012年版でも「準絶滅危惧」に掲載されている。